# Johann Schlegelholz
Johann Schlegelholz († 1466) war von 1428 bis 1438  erster Großbailli, und von 1460 bis 1464 Großprior des Johanniterordens in Deutschland.

## Leben und Laufbahn
Johann Schlegelholz entstammte einem süddeutschen Adelsgeschlecht, das wahrscheinlich im nördlichen Breisgau ansässig war. 1427/28 ist er als Kommendator der Ordenshäuser in Rheinfelden und Mülhausen (heute Mulhouse) belegt, wenig später auch als Kommendator der  Johanniterkommende in Rothenburg ob der Tauber, Reichartsroth und Freiburg i.Br.
1428 wurde das Amt des Großbailli neu geschaffen, es wurde der deutschen Zunge des Johanniterordens zugesprochen. Johann Schlegelholz war der Erste, der dieses Amt von 1428 innehatte. Der Großbailli war in Rhodos, später auch in Malta für die Festungsanlagen verantwortlich. 1435 erhielt er zu diesem Amt die Kommende Heitersheim.
1431 wurde ihm von Großmeister Antonio Fluvian de la Riviere die Kommende Hohenrain auf Lebenszeit übertragen, um den rückständigen Sold in Höhe von 428 Dukaten zu begleichen. Johann Schlegelholz setzte Burkard Lupp als Verwalter ein, der jedoch anstatt Überschüsse zu erwirtschaften Schulden machte. 1435 erschien Johann Schlegelholz persönlich in Hohenrain, und es kam zu heftigen Auseinandersetzungen mit Verwalter und der Stadt Luzern. Daraufhin wurde ihm die Kommende wieder entzogen. Allerdings musste ihm sein Nachfolger Alexius von Bollingen jährlich 50 Gulden auf Lebenszeit entrichten. Er blieb aber wohl bis kurz vor 1455 Kommendator in Freiburg und Heitersheim.
1460 übernahm er nach dem Tod von Johann Loesel das Amt des Großpriors in Deutschland, das er bis 1464 innehatte. Er ist wohl 1466 gestorben.